# Przemysław van Tost
Przemysław van Tost (circa 1425 - Tost, december 1484) was van 1434 tot 1445 medehertog van Auschwitz, van 1445 tot 1484 hertog van Tost en van 1445 tot 1465 hertog van Gleiwitz. Hij behoorde tot de Silezische tak van het huis Piasten.

## Levensloop
Przemysław was de tweede zoon van hertog Casimir I van Auschwitz en diens echtgenote Anna, dochter van hertog Hendrik VIII van Glogau. 
Na de dood van zijn vader in 1434 werd hij samen met zijn oudere broer Wenceslaus I en zijn jongere broer Jan IV hertog van Auschwitz. In 1445 beslisten ze hun gebieden onderling te verdelen: Wenceslaus I kreeg het hertogdom Zator, Przemysław het hertogdom Tost en het hertogdom Gleiwitz en Jan IV behield de overgebleven delen van het hertogdom Auschwitz. 
Bij de oorlog om de Boheemse troonopvolging na de dood van koning Sigismund in 1437 tussen de verkozen Albrecht II van Habsburg en Casimir IV Jagiello, de broer van koning Wladislaus III van Polen, verwoestte een Pools leger Opper-Silezische gebieden in de hoop om de Silezische vorsten te dwingen om Casimir IV te aanvaarden als koning van Bohemen. Vervolgens verklaarde zijn oudere broer Wenceslaus I zich bereid om in naam van zichzelf en zijn jongere broers Casimir IV te erkennen als Boheems koning, maar in november 1438 huldigden alle Silezische hertogen in Breslau Albrecht II van Habsburg als koning van Bohemen.
Nadat Albrecht II in 1439 stierf, flakkerde de strijd om de Boheemse troonsopvolging weer op. De strijd werd gevoerd door koning Wladislaus III van Polen tegen Albrechts weduwe Elisabeth van Luxemburg en haar in 1440 geboren zoon Ladislaus Posthumus. Aanvankelijk steunden Przemysław, Wenceslaus en Jan IV Elisabeth, maar nadat Poolse troepen een burcht en de stad Zator innamen, kozen de broers de zijde van Wladislaus III. In 1447 huldigde zijn broer Wenceslaus koning Wenceslaus III van Polen als leenheer van het hertogdom Zator, waardoor die vanaf dan vazal van de Poolse kroon was.
In 1443 verkocht hertog Wenceslaus I van Teschen zonder de toestemming van Przemysław en zijn broers het hertogdom Siewierz aan de bisschop van Krakau, wat tot een conflict de bisschop en Przemysław leidde. In 1447 werd het conflict in Krakau bijgelegd, maar in 1450 flakkerde het conflict terug op nadat Przemysław en zijn troepen het bisschoppelijk paleis van Krakau hadden belegerd. Daarop vielen de bisschoppelijke troepen het hertogdom Tost binnen en werden er verwoestingen aangericht. 
In 1452 ondersteunde Przemysław zijn broer Jan IV in de oorlog tegen koning Casimir IV van Polen. Hoewel de broers zich in 1453 schuldig verklaarden voor de oorlog, bleef Przemysław Poolse kooplui overvallen die door het hertogdom Tost reisden. Hetzelfde jaar kwam het in Gleiwitz tot een vredesoorlog, waarbij Przemysław en Jan IV het hertogdom Auschwitz aan Casimir IV moesten afstaan. In 1465 verkocht Przemysław het hertogdom Gleiwitz aan Jan IV.
Na de dood van de Boheemse koning George van Podiebrad in 1471 ondersteunden Przemysław en Jan IV de verkiezingen van Wladislaus II Jagiello. Eind juli 1471 begeleidden de broers samen met andere Silezische vorsten Wladislaus II van Krakau naar Praag, waar Wladislaus tot koning van Bohemen werd gekroond. Omdat zowel het Hertogdom Opole als Moravië tegenkoning Matthias Corvinus ondersteunden, moest het gezelschap via Auschwitz, Troppau, Nysa en Glatz naar Bohemen reizen. Vervolgens werden Przemysław en Jan IV bestreden door Matthias Corvinus, tot ze hem in 1479 huldigden als koning van Bohemen. 
Przemysław stierf in 1484 zonder mannelijke nakomelingen na te laten. Hij werd bijgezet in de Sint-Peterskerk van Tost. Het hertogdom Tost werd geannexeerd door Matthias Corvinus, die het aan zijn zoon Jan overdroeg.  

## Huwelijk en nakomelingen
Przemysław huwde op 23 februari 1463 met Margaretha (1450-1472), dochter van hertog Nicolaas I van Opole. Ze kregen een dochter:
- Margaretha (1467/1468-1531), abdis in het Clarissenklooster van Breslau.